# Rerik
Rerik est une station balnéaire allemande située dans le Land de Mecklembourg-Poméranie-Occidentale et l'arrondissement de Rostock.
C'est le théâtre des péripéties du roman d'Alfred Andersch : Sansibar oder der letzte Grund (Zanzibar).

## Géographie
Rerik est située au bord de la mer Baltique, à cheval sur la terre ferme et la presqu'île de Wustrow, à 35 km à l'ouest de Rostock.

## Commune
Outre le village de Rerik, la commune englobe les villages suivants:
| - Blengow - Neu Gaarz - Gaarzer Hof - Garvsmühlen | - Meschendorf - Roggow, connu pour le manoir de Roggow - Russow - Wustrow |

## Personnalités liées à la ville
- Rotraut (1938-), artiste née à Rerik

## À voir
- Musée d'histoire locale
- Dolmens de Gaarzerhof (Großsteingräber von Gaarzerhof)